# ハロルド・ジェームズ・ニコルソン

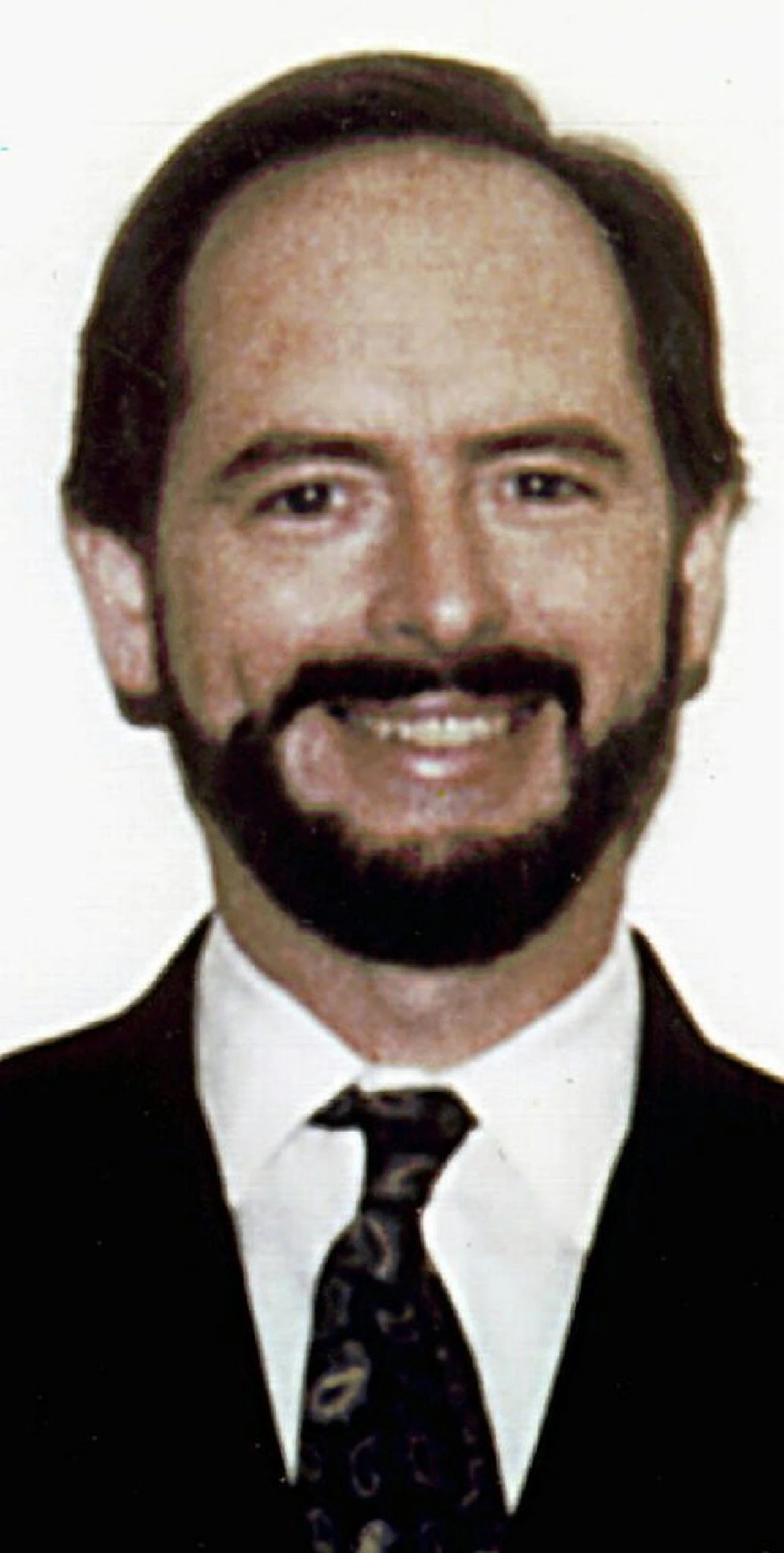
ハロルド・J・ニコルソン

ハロルド・ジェームズ・ニコルソン（Harold James Nicholson、1950年 - ）は元アメリカ中央情報局（CIA）幹部。
米国の情報をロシアに18万ドルで売り渡した件で1997年に有罪判決を受け、懲役23年を宣告された。CIAの幹部達は、彼がロシアにいた全ての米国側スパイの身元を売り渡したと確信している。彼の場合はオルドリッチ・エイムズよりはるかに控えた報道となり、米国の国家安全保障に対して明らかに程度の軽い損害を起したが、ニコルソンはこれまで外国のためにスパイを行って有罪判決を下された人物の中で最高位のCIA幹部である。
ニコルソンは陸軍情報部に勤めた後でCIAに入局し、フィリピン、タイ、東京、マレーシア、ルーマニアなどの支局に勤務し、さらに本国の訓練センターで後進を指導した。金遣いが荒く、三人の子をもうけた妻との夫婦関係も破綻して金銭的な困難に直面した。FBIは、1992年から1994年の間、マレーシア勤務の間にロシアのスパイとなったとみている。ロシアに種々の機密情報を通算30万ドルで売り渡した。彼の犯罪はFBIとCIAの共同捜査により発覚した。
服役中、面会に来た末息子のナサニエルを使ってロシアに情報を提供し、代償として4万7千ドル以上を受け取ったことが明らかになった。ナサニエルはサンフランシスコ、メキシコ、キプロスなどでロシアのスパイと接触した。このためにニコルソンは追起訴を受け、さらに8年の懲役が追加され、アメリカ合衆国で最も厳重な刑務所とされるコロラド州のADXフローレンス刑務所へ移送された。なおナサニエルは司法取引の結果、5年間の執行猶予を宣告された。ニコルソンは2023年11月24日に釈放された。

## 他の有名な二重スパイのアメリカ人
米国政府あるいは米軍内部でソ連国家保安委員会（KGB）あるいはロシア対外情報庁（SVR）のために二重スパイを行ったものには他にも以下の人物がいる。
- ジェームズ・ホール3世（英語版） – ドイツに赴任していた米軍下級准尉の情報分析者であり、1983年から1988年まで東ドイツとソビエト連邦に盗聴とコードの秘密を売っていた。
- オルドリッチ・エイムズ - 1985年以降、高いレベルの機密情報をソビエト連邦、およびロシアに渡していたことで起訴されたCIAの二重スパイ。
- ロバート・ハンセン（英語版） - 27年間の連邦捜査局（FBI）勤務において15年以上にわたりソビエト連邦、およびロシアのためにスパイとして活動したとして逮捕された。身元が割れたのは、アメリカがソビエトのスパイから購入した録音テープに吹き込まれていたある独特の言い回し（パットン将軍による日本人を誹謗する差別的な言葉)がきっかけで、ハンセンもこの言葉を普段使っていた。映画「アメリカを売った男」は、身元が割れてから逮捕までを描いている。
- アール・エドウィン・ピッツ（英語版） – 1987年から1992年まで最高機密文書をソビエト連邦、およびロシアに提供した件で起訴されたFBI捜査官。
- ジョージ・トロフィモフ - 引退した米陸軍予備役大佐であり、 25年以上の間KGBとSVRのためにスパイとして活動したとして起訴された。